# Франсішку Моура
Франсішку Моура (порт. Francisco Moura, нар. 16 серпня 1999, Брага) — португальський футболіст, захисник клубу «Порту».
Виступав за юнацькі збірні Португалії.

## Клубна кар'єра
Народився 16 серпня 1999 року в місті Брага. Вихованець футбольної школи місцевого однойменного клубу.
У дорослому футболі дебютував 2017 року виступами за команду «Брага Б». Сезон 2019/20 провів в оренді у друголіговій «Академіці» (Коїмбра), після чого повернувся до «Браги».
В сезоні 2020/21 дебютував у її складі в найвищому португальському дивізіоні.
У вересні 2024 року Моура приєднався до «Порту», з яким підписав п'ятирічний контракт.

## Виступи за збірні
Протягом 2018—2019 років викликався до юнацьких збірних Португалії. У складі збірної U-20 був учасником молодіжного чемпіонату світу 2019, на якому португальці не подолали груповий етап.

## Досягнення
- Володар Кубка Португалії (1):

«Брага»: 2020-21
- Чемпіон Європи (U-19): 2018

Особисті досягнення
- Захисник місяця Прімейра-ліги (2): серпень 2024[2], вересень/жовтень 2024[3]